# 버드케이지
《버드케이지》(영어: The Birdcage)는 미국에서 제작된 1996년 코미디 영화이다. 마이크 니컬스가 연출과 제작을 맡고, 로빈 윌리엄스, 진 해크먼, 네이선 레인, 다이앤 위스트 등이 출연하였다.
1997년 제69회 아카데미상에서 보 웰치와 셰릴 커래식이 미술상 후보에 올랐다.

## 출연진
- 로빈 윌리엄스
- 진 해크먼
- 네이선 레인
- 다이앤 위스트
- 행크 어제리아
- 크리스틴 버랜스키
- 댄 퍼터먼
- 캘리스타 플록하트
- 톰 맥가윈
- 그랜트 헤슬로브
- 트리나 맥기

## 기타 제작진
- 협력 제작: 미셸 임퍼라토
- 미술: 보 웰치
- 의상: 앤 로스